# Gleinstätten
Gleinstätten é um município da Áustria, situado no distrito de Leibnitz, na estado da Estíria. Tem 21,91 km² de área e sua população em 2019 foi estimada em 2.796 habitantes.